# Egeïsche heivlinder
De Egeïsche heivlinder (Hipparchia mersina) is een vlinder uit de onderfamilie Satyrinae van de familie Nymphalidae, de vossen, parelmoervlinders en weerschijnvlinders. 
De Egeïsche heivlinder komt voor op de Griekse eilanden Lesbos en Samos en enkele Turkse eilanden in de Egeïsche Zee. De vlinder vliegt op hoogtes van 150 tot 1100 meter boven zeeniveau. De habitat is open droog naaldbos.
Hij vliegt in een jaarlijkse generatie van mei tot juli.